# 西田升平
西田 升平（にしだ しょうへい、1943年11月15日 - 2015年6月24日）は、日本のプロゴルファー。
1936年ベルリンオリンピックの陸上・棒高跳の銀メダリスト、西田修平の次男。

## 来歴
日立製作所の社員であった修平が赴任中のブラジルでゴルフを覚え、1964年に入学した日本大学ゴルフ部では沼澤聖一と同期で山田健一の1年先輩、高橋信雄の2年先輩に当たる 。竹田昭夫監督の下で同期の沼澤と共に柱となり、猛烈を極めたスパルタ練習を積んで頭角を現す。在学中は第1次黄金時代を築き、日本学生では沼澤が優勝した1966年にメダリスト、1967年には優勝。
1966年には中日クラウンズではアマ初となるプレーオフの末に接戦を制しベストアマを獲得、中部銀次郎と共にアイゼンハワートロフィー日本代表に選出され、団体8位と健闘。
1967年には日本オープンでローアマを獲得し、卒業後の1968年10月にプロ入りする。
1972年のゴルフダイジェストトーナメントでは謝永郁（中華民国）と共に安田春雄の2位タイ 、1973年の中日クラウンズでは許渓山（中華民国）、ベン・アルダ（フィリピン）、鈴村久・島田幸作と並んでの7位タイに入った。
1973年に日本のプロ競技で初めて行われたチャリティートーナメント「ソニーチャリティークラシック」では初日に学士プロの先輩である新井規矩雄と共に68をマークし、石井裕士・青木功・山本善隆・河野高明・杉原輝雄と並んでの6位タイでスタートする。3日目には再び68をマークして杉原・吉川一雄・宮本省三・木本挙国と並んでの7位タイに着け、最終日には村上隆・松田司郎と並んでの10位タイに入った。
1973年の第1回BVD杯フジサンケイトーナメントでは猛暑の初日にコースレコード68を更新する66をマークし、青木・尾崎将司・河野光隆・呂良煥（中華民国）と並んでの4位タイでスタートする。最終日には杉本英世と共に67をマークし、河野高・青木と並んでの4位タイに入った。
同年には賞金ランク26位とし、新井と共にシード入りを果たす。
1975年、初めて海外で開催された日本のトーナメント「クイリマ&タカヤマ・クラシック」に出場し、佐々木勝とペアを組んだダブルスでは初日を吉川&鈴木規夫ペア、今井昌雪&内田繁ペアと並んでの3位タイでスタート。2日目には朝から15m前後の強風が海側から吹き荒れ、時折、南国特有の豪雨も混じる最悪のコンディションの中で2位、3日目には村上&河野高ペアと並んでの2位タイに着けた。
1981年までシード選手としてトーナメントに参戦し、同年4月からは日本橋高島屋顧問契約プロとして販売促進及びレッスン教室を開催。
1986年からはテレビ朝日専属トーナメント解説者として活動し、1988年には総合ゴルフコンサルタント会社「ニシダゴルフコミュニケーションズ」を設立。
2015年6月24日、食道癌のため死去。享年71。

## 主な著書
- 「初めてのゴルフレッスン: ビギナーズ・ガイド 基本スイングからコース攻略法まで」大泉書店、1988年4月1日、ISBN 4278046626。